# Roma (stacja metra)
Roma – stacja metra w Lizbonie, na linii Verde. Została otwarta 18 czerwca 1972 wraz ze stacjami Alvalade, Areeiro, Alameda i Arroios, w ramach rozbudowy tej linii do Alvalade.
Ta stacja znajduje się przy Av. de Roma, w pobliżu skrzyżowania z Av. dos Estados Unidos da América, zapewniając dostęp do dworca kolejowego Roma-Areeiro. Oryginalnie stacja (1972) została zaprojektowana przez architekta Dinisa Gomesa i malarki Maria Keil. W dniu 12 kwietnia 2006 ukończono przebudowę południowego holu; Północny hol został przebudowany i otwarty 20 października 2006 roku.